# Буркина-Фасо на летних Олимпийских играх 1996
Буркина-Фасо принимала участие в Летних Олимпийских играх 1996 года в Атланте (США) в четвёртый раз за свою историю, но не завоевала ни одной медали. Страну представляли три мужчины и две женщины.

## Бокс
Спортсменов — 1
| Спортсмен      | Категория | 1/16 финала          | 1/8 финала               | 1/4 финала           | Полуфинал            | Финал                |           |
| Спортсмен      | Категория | Соперник и результат | Соперник и результат     | Соперник и результат | Соперник и результат | Соперник и результат |           |
| -------------- | --------- | -------------------- | ------------------------ | -------------------- | -------------------- | -------------------- | --------- |
| Идрисса Каборе | 60 кг     | -                    | Ярослав Конечны Пор 6:16 | Не прошёл            | Не прошёл            | Не прошёл            | Не прошёл |

## Лёгкая атлетика
Спортсменов — 4
Мужчины
| Спортсмен   | Вид             | Предварительный раунд | Предварительный раунд | Полуфинал | Полуфинал | Четвертьфинал | Четвертьфинал | Финал     | Финал     |
| Спортсмен   | Вид             | Результат             | Место                 | Результат | Место     | Результат     | Место         | Результат | Место     |
| ----------- | --------------- | --------------------- | --------------------- | --------- | --------- | ------------- | ------------- | --------- | --------- |
| Оливье Сану | Прыжки в высоту | NM                    | -                     | Не прошёл | Не прошёл | Не прошёл     | Не прошёл     | Не прошёл | Не прошёл |
| Франк Зио   | Прыжки в длину  | NM                    | -                     | Не прошёл | Не прошёл | Не прошёл     | Не прошёл     | Не прошёл | Не прошёл |

Женщины
| Спортсмен         | Вид             | Предварительный раунд | Предварительный раунд | Полуфинал | Полуфинал | Четвертьфинал | Четвертьфинал | Финал     | Финал     |
| Спортсмен         | Вид             | Результат             | Место                 | Результат | Место     | Результат     | Место         | Результат | Место     |
| ----------------- | --------------- | --------------------- | --------------------- | --------- | --------- | ------------- | ------------- | --------- | --------- |
| Ирен Тьендребеого | Прыжки в высоту | 1,80                  | 30                    | Не прошла | Не прошла | Не прошла     | Не прошла     | Не прошла | Не прошла |
| Шанталь Уоба      | Тройной прыжок  | 12,40                 | 28                    | Не прошла | Не прошла | Не прошла     | Не прошла     | Не прошла | Не прошла |